# بلین رو
بلین رو (انگلیسی: Blaine Rowe؛ زادهٔ ۲۲ مارس ۲۰۰۲) بازیکن فوتبال است.